# Eunhaeng-dong, Siheung
Eunhaeng-dong (koreanska: 은행동) är en stadsdel i staden Siheung i provinsen Gyeonggi i Sydkorea, 21 km sydväst om huvudstaden Seoul.